# Azerbejdżan na Letnich Igrzyskach Paraolimpijskich 2016
Azerbejdżan na Letnich Igrzyskach Paraolimpijskich 2016 w Rio de Janeiro reprezentowało 25 zawodników (19 mężczyzn, 6 kobiet) w 9 dyscyplinach. 

## Zdobyte medale
| Medal  | Zawodnik          | Dyscyplina    | Konkurencja                              |
| ------ | ----------------- | ------------- | ---------------------------------------- |
| Złoto  | Ramil Gasimov     | Judo          | do 73 kg                                 |
| Srebro | Bayram Mustafayev | Judo          | do 66 kg                                 |
| Srebro | Elena Chebanu     | Lekkoatletyka | bieg na 100 m (kobiety)                  |
| Srebro | Kamil Aliyev      | Lekkoatletyka | skok w dal T12 (mężczyźni)               |
| Srebro | Elena Chebanu     | Lekkoatletyka | skok w dal T12 (kobiety)                 |
| Srebro | Dzmitry Salei     | Pływanie      | 100 m stylem klasycznym SB12 (mężczyźni) |
| Srebro | Raman Salei       | Pływanie      | 100 m stylem grzbietowym S12 (mężczyźni) |
| Srebro | Dzmitry Salei     | Pływanie      | 50 m stylem dowolnym S12 (mężczyźni)     |
| Srebro | Irada Aliyeva     | Lekkoatletyka | rzut oszczepem F12/13 (kobiety)          |
| Brąz   | Elena Chebanu     | Lekkoatletyka | bieg na 200 m T12 (kobiety)              |
| Brąz   | Rovshan Safarov   | Judo          | do 81 kg                                 |